# Jordi Maria de Gibert i Atienza
Jordi Maria de Gibert i Atienza (Barcelona, 21 de març de 1968 – Barcelona, 23 de setembre de 2012) fou un paleontòleg català reconegut internacionalment per les seves aportacions a la icnologia i a la tafonomia, àmbits científics dels quals esdevingué referent. Morí als 44 anys a causa d'una aturada cardíaca.

## Trajectòria professional
Va estudiar a la Facultat de Geologia de la Universitat de Barcelona, on va entrar a formar part del grup de recerca PaleoNeoMed, al qual va pertànyer ininterrompudament fins a la seva mort.
La seva tesi doctoral, Icnologia de les conques marines del Pliocè en el marge Mediterrani nord-occidental (1996), va ser la primera tesi dedicada exclusivament a la icnologia presentada fins aleshores en una universitat espanyola. Aquest treball constituí, a més, el primer compendi de termes icnològics traduïts a la llengua catalana.
A la UB va ensenyar paleontologia, icnologia i cartografia geològica, dirigint diversos treballs de postgrau i de Màster, estades post-doctorals i la tesi doctoral de Zain Belaustegui, qui va ser el seu primer i únic estudiant de doctorat.

### Contribucions acadèmiques
Al llarg de la seva vida va publicar 80 articles científics i 16 capítols de llibres i va participar, amb un centenar de contribucions, en nombrosos congressos nacionals i internacionals, formant part de la comissió organitzadora d'alguns d'ells. En col·laboració amb altres investigadors va proposar una nova categoria icnològica: "Fixichnia" i amb el Professor Allan A. Ekdale, va desenvolupar una terminologia per anomenar els bioglifs.
Va establir set nous icnotaxons:
- Sinusischnus sinuosus
- Diopatrichnus odlingi
- Undichna gosiutensis
- Undichna unisulca
- Ophiomorpha puerilis
- Cylindrichnus hèlix
- Trypanites ionasi[3]

### Divulgació científica
En altres àmbits de participació va ser assessor científic del Museu de la Ciència de Barcelona CosmoCaixa, tresorer de la Societat Espanyola de Paleontologia, cofundador amb Jordi Martinell de la International Ichnological Association, membre de l'Institut de Recerca de la Biodiversitat de la Universitat de Barcelona i membre de l'Agència Nacional d'Avaluació i Prospectiva del Ministeri d'Economia i Competitivitat. També va formar part del consell editorial de diverses revistes científiques com ara el Butlletí de l'Institut Català d'Història Natural, Geologica Acta o Ichnos.
Va crear la llista de distribució Skolithos, la qual amb el pas dels anys es va convertir en una de les eines més importants per a la comunicació entre icnòlegs a nivell mundial; el projecte Ichnovoices i el blog de divulgació Infaunal Epiphany.

## Icnotaxons amb el seu nom
Fins al 2016 diversos icnotaxons nous han estat dedicats a la seva persona. Entre d'altres:
- Artichnus giberti
- Crininicaminus giberti
- Macaronichnus segregatis degiberti
- Egbellichnus jordidegiberti
- Lepeichnus giberti[11]

## Beca en Icnologia
Amb l'objectiu d'encoratjar la formació dels estudiants de postgrau en icnologia l'International Ichnological Association (IIA) va crear la beca Jordi M. de Gibert Atienza.